# Центральный банк Белиза
Центральный банк Белиза (англ. Central Bank of Belize) — центральный банк государства Белиз.

## История
В 1894 году правительством Британского Гондураса создан Валютный совет (Currency Board, Board of Commissioners of Currency). 1 ноября 1976 года создано Управление денежного обращения Белиза (Belize Monetary Authority), получившее право эмиссии банкнот. 1 января 1982 года Управление денежного обращения преобразовано в Центральный банк Белиза.